# Oranje (reka)
Reka Oranje (afrikansko Oranjerivier, tudi Gariep, Groote ali Senqu) je najdaljša reka v Južni Afriki. Izvira v Zmajevem gorovju (Drakensbergu) v Lesotu in teče proti zahodu skozi Južno Afriko v Atlantski ocean. Reka je del mednarodne meje med Republiko Južno Afriko in Namibijo ter med Republiko Južno Afriko in Lesotom, pa tudi več deželnih meja v Južni Afriki. Razen skozi Upington, ne teče skozi večja mesta. Ima pomembno vlogo v južnoafriškem gospodarstvu, saj zagotavlja vodo za namakanje in hidroelektrarne. Reko je imenoval Robert Jacob Gordon po nizozemski kraljevi hiši.

## Potek
Oranje izvira v Zmajevem gorovju ob meji med Republiko Južno Afriko in Lesotom, približno 193 km zahodno od Indijskega oceana, na nadmorski višini nad 3000 m. V Lesotu je reka znana kot Senqu in pozimi njeni deli zazmrznejo zaradi visoke nadmorske višine, kar povzroči sušo vzdolž toka, ki v glavnem prizadene gojenje koz in goveda.
Reka nato teče proti zahodu skozi Južno Afriko in je jugozahodna meja province Svobodna država (afrikansko Oranje Vrijstaat). V tem delu je reka zajezena z jezom Gariep (največji v državi) in pozneje z jezom Vanderkloof. Od meje z Lesotom do jezu Van der Kloof je struga globoko zarezana v podlago. Nizvodno je teren položnejši in reka se uporablja za namakanje.
Na zahodni točki province Svobodna država, jugozahodno od Kimberleyja, se Oranje sreča s svojim glavnim pritokom, reko Vaal, ki sestavlja velik del severne meje s provinco. Od tu teče reka še naprej proti zahodu skozi sušno puščavo v južni regiji Kalahari in Namakvaland v provinci Severna Kaplandija in se sreča z Namibijo pri 20 stopinjah vzhodne dolžine. Od tu teče proti zahodu 550 km in ustvarja mednarodno mejo med provinco in namibijsko regijo Karas. Na meji reka prečka mesto Vioolsdrif, glavni mejni prehod med Republiko Južno Afriko in Namibijo.
V zadnjih 800 km se v Oranje izliva mnogo občasnih pritokov in steka nekaj velikih vadijev. Na tem odseku se na severnem bregu konča puščava Namib, tako da je v normalnih okoliščinah količina dodane vode s temi pritoki zanemarljiva. Tu je struga reke spet globoko zarezana. Na tem delu reke je sto slapov ali slapovi Augrabies, saj se reka spušča 122 m na 26 km toka.
Oranje se izliva v Atlantski ocean pri mestu Alexander Bay, ki je približno enako oddaljeno od Cape Towna in Walvis Baya. Kakšnih 33 km od ustja je popolnoma preprežena z brzicami in peščenimi nanosi in ni plovna na večji razdalji.
Reka ima skupno dolžino 2200 km.

### Povodje in padavine
V suhih zimskih mesecih je količina vode v reki precej zmanjšana zaradi hitrega odtekanja in izhlapevanja. Ob izviru reke Oranje je količina padavin okoli 2000 mm letno, vendar se padavine zmanjšujejo bolj, kot reka teče proti zahodu; ob ustju je padavin manj kot 50 mm na leto. Dejavniki, ki podpirajo izhlapevanje, so večji proti zahodu. V vlažni sezoni (poletje) reka Oranje postane vihrava in rjava. Ogromna masa usedlin je dolgoročna grožnja vsem inženirskim projektom na reki.
Skupno porečje reke Oranje (skupaj z reko Vaal) se razteza prek 973.000 km², to je enakovredno približno 77 % površine zemljišč v Republiki Južni Afriki (1.268.5358 km²). Približno 366.000 km² (38 %) pa je porečja v Lesotu, Bocvani in Namibiji.
Na reki Oranje so:
- slapovi Augrabies,
- slapovi dvojčki.

## Zgodovina

### Ime reke
Prvi predkolonialni prebivalci so reko imenovali Gariep. Zgodnje nizozemsko ime za reko je Groote Rivier in pomeni "Velika reka". Polkovnik Robert Gordon, poveljnik garnizije Nizozemske vzhodnoindijske družbe (Dutch East India Company) v Cape Townu, je na izletu v notranjost leta 1779 reko imenoval Oranje. Gordon je reko imenoval v čast Viljema V. Oranskega. Priljubljeno, ampak napačno je prepričanje, da se reka imenuje po domnevno oranžni barvi vode v nasprotju z barvo pritoka, reke Vaal (beseda "vaal" v afrikanščini pomeni svetlo ali sivo). Od konca apartheida je bilo ime "Gariep" bolj uveljavljeno v uradnih dopisih  Južne Afrike, čeprav je ime "Oranje" bolj mednarodno prepoznavno. V Lesotu, kjer reka izvira, je znana kot Senqu.

### Preimenovanje reke
Odbor za zemljepisna imena Vzhodne Kaplandije (Eastern Cape Geographical Names Committee) je sporočil, da namerava proučiti ime za del reke, ki dela mejo  med Vzhodno Kaplandijo in Svobodno državo, predlagani sta bili imeni IGqili in Senqu. [7] [8] Oglas v časopisu Aliwal Weekblad navaja, da "se današnje ime dojema, kot da ima močne povezave z zgodovino kolonialnega podrejanja in zato nima prostora v sedanjem demokratičnem obdobju".

## Gospodarstvo
Kot zbiralnik večine južnoafriške vode ima reka Oranje pomembno vlogo v kmetijstvu, industriji in rudarstvu. Za pomoč pri tem so ustvarili dva velika sistema, projekt za reko Oranje in visokogorski vodni projekti v Lesotu (Orange River Project in Lesotho Highlands Water Project). Zgodovinsko gledano je reka igrala pomembno vlogo v južnoafriški diamantni vročici, saj so prve diamante v državi odkrili v naplavinah reke Oranje. Danes je na zadnjem odseku reke Oranje in okrog ustja več rudnikov diamantov. In ne nazadnje, ker poleti ni nevarnih živali in visokih voda, je reka zelo primerna za rekreacijo, veslanje v kajaku, kanuju in raftanje. Posebej raftanje po reki Oranje je postalo zelo priljubljeno, zato se s tovrstno ponudbo ukvarja veliko podjetij. Najbolj priljubljeni so 4- in 6-dnevni rečni izleti po soteski pod slapovi Augrabies ali na območju Richtersvelda.

### Projekti na reki Oranje
Projekt za reko Oranje je bil eden največjih in najbolj domiselnih projektov v Južni Afriki. Pripravila ga je vlada, ko jo je vodil Hendrik Verwoerd na vrhuncu obdobja apartheida. Zgrajen je bil za izkoriščanje neuporabljene vode reke Oranje (ki je brez reke Vaal le okoli 14,1 % celotnega odtoka v Južni Afriki) in zadovoljitev naraščajočega povpraševanja po vodi. Glavni cilji projekta so bili:
- stabilizacija toka reke,
- ustvarjanje in prenos hidroenergije,
- zagotavljanje zanesljive oskrbe z vodo za uporabnike v porečju reke Oranje in
- nov zagon življenja na območjih pomanjkanja vode v Vzhodni Kaplandiji, pa tudi v dolinah Velike Ribje reke in reke Sondags (Sundays).

Jez Gariep blizu Colesberga, imenovan tudi jez Hendrika Verwoerda, je bil, ko je bil zgrajen, glavna zgradba za shranjevanje vode reke Oranje. Od tu je voda speljana v dveh smereh: proti zahodu vzdolž reke Oranje (prek hidroelektrarn) do jezu Vanderkloof, ki se je prej imenoval jez PK Le Roux in proti jugu skozi predor Oranje - Ribja reka v Vzhodno Kaplandijo.

### Hidroelektrarne
ESKOM (južnoafriška javna služba za upravljanje elektrike) upravlja obe hidroelektrarni, jez Gariep in Vanderkloof. Hidroelektrarna na jezu Vanderkloof je bila prva v Južni Afriki, ki je v celoti pod zemljo. Mesti Oviston in Oranjekrag sta bili ustanovljeni, da sta omogočili gradnjo in delovanje nove infrastrukture.
Jezovi na reki Oranje (ali pritokih)
- Armenia
- Egmont
- Gariep
- Newberry
- Vanderkloof
- Welbedacht

### Namakanje
Namakanje velikega območja nižje od jezu Vanderkloof, ki je spremenilo na tisoče hektarjev nerodovitne zemlje v zelo plodno kmetijsko zemljišče, sta omogočila predvsem oba jezova. Starejši sistemi za namakanje, kot so v Buchubergu, Upingtonu, Kakamasu in Vioolsdriftu, imajo tudi koristi zaradi regulacije toka. Na namibijski strani reke Aussenkehr pridelujejo grozdje s pomočjo vode iz reke Oranje.
V zadnjih letih je pridobivanje vina na območju ob reki Oranje pridobilo pomen. Namakanje v Vzhodni Kaplandiji je prav tako omogočilo napredek, ne le zaradi dodatne vode, ki je bila na voljo, ampak tudi zaradi izboljšanja kakovosti vode. Brez tega izboljšanja bi pridelovalci agrumov ob spodnjem toku reke Sondags skoraj zagotovo še naprej trpeli zaradi slabega pridelka.

### Visokogorski vodni projekti v Lesotu
Projekt je bil zasnovan kot dopolnitev oskrbe z vodo ob reki Vaal. Voda je bila speljana v Južno Afriko s pomočjo predora, ki poteka pod državno mejo ob reki Caledon in nato pod reko Caledon južno od Clarensa v Svobodno državo in se izliva v reko Ash približno 30 km proti severu. Sistem je postal uspešen, ko so vode v provinci Gauteng dosegle raven, ko dotedanji sistem ni več podpiral gospodarskih alternativnih sistemov, kot je bil črpalni sistem Tugela - Vaal, ki je izkoriščal jez Sterkfontein, ki je v bližini Harrismitha v Svobodni državi.

### Aluvialni diamanti
Leta 1867 je bil v Južni Afriki v bližini Hopetowna na reki Oranje odkrit prvi diamant Eureka (tehta 21,25 karatov – 4250 g). Dve leti pozneje je bil veliko večji beli diamant, znan kot Zvezda Južne Afrike (tehta 47,69 karatov – 9.538 g), najden na istem območju, kar je povzročilo diamantno mrzlico. Toda to je kmalu zasenčila diamantna mrzlica iz rudnikov diamantov iz kimberlita pri Kimberleyju leta 1871, čeprav je aluvialne diamante še vedno mogoče najti v reki Oranje. Danes je na zadnjem odseku reke več komercialnih rudnikov diamantov kakor tudi na plažah okoli njenega ustja. Rudniki diamantov so tudi na srednjem odseku reke.

### Raftanje in soteskanje
Marca in aprila so glede na primerno deževje in delovanje zapornic na jezovih odprte proge za kanuiste ali raftarje, ki lahko prepotujejo 30 km na dan. Spodnji tok reke je najbolj priljubljen, ker leži v spektakularni pokrajini. Vstopna točka je od obmejnega mesta Vioolsdrift dalje, praviloma za organizirane skupine.

## Prostoživeče živali in rastline

### Ribe
Reka Oranje ima sorazmerno skromno vrstno pestrost. Raziskava je leta 2011 pri 13 762 ribah pokazala samo 16 vrst rib. Tri vrste od teh, krap (Cyprinus carpio), mozambiška tilapija (Oreochromis mossambicus) in zahodna gambuzija (Gambusia affinis), so tujerodne. Eksotična je tudi šarenka (Oncorhynchus mykiss), ki je bila najdena v rekah v Lesotu.
V rekah Vaal in Oranje je sedem vrst endemičnih:
- skalni som (Austroglanis sclateri)
- Pseudobarbus quathalambe
- Barbus hospes
- rečna sardina (Mesobola brevianalis)
- Labeobarbus aeneus
- Labeobarbus kimberlyensis
- Labeo capensis

### Večje živali
V reki Oranje ni velikih živali. Povodni konji so bili nekoč številni, a so jih z lovom iztrebili že do leta 1800.